# Thomas Workman
Pour les articles homonymes, voir Workman.
 (avril 2014).
Si vous disposez d'ouvrages ou d'articles de référence ou si vous connaissez des sites web de qualité traitant du thème abordé ici, merci de compléter l'article en donnant les références utiles à sa vérifiabilité et en les liant à la section « Notes et références ».
Thomas Workman (17 juin 1813-19 octobre 1889) fut un marchand et un député fédéral du Québec.

## Biographie
Né à Lashburn, dans le Comté d'Antrim en Irlande, il s'établit à Montréal en 1827 pour rejoindre ses frères déjà établis. Il sert comme président à la Banque Molson et directeur de la Compagnie d'assurance vie Sun Mutual de 1871 à 1889. En 1867, il est élu député libéral dans la circonscription de Montréal-Centre. Il ne se représente pas en 1872. Lors d'une élection partielle dans la circonscription de Montréal-Ouest, déclenchée parce que le député élu n'était pas éligible à siéger parce que ses deux élections précédentes avaient été déclarées nulles[pas clair], il est élu et siège jusqu'en 1878.
Peu après son arrivée au Bas-Canada, Workman lutte contre la rébellion des Patriotes. 
Il est mort en 1889 de complications reliées au diabète. Grand philanthrope, il avait supporté financièrement l'Université McGill et d'autres organismes de charité.